# Hunakaldoddi, Bangarapet
Hunakaldoddi là một làng thuộc tehsil Bangarapet, huyện Kolar, bang Karnataka, Ấn Độ.